# 第87屆國家評論協會獎
第87屆國家評論協會獎

最佳影片: 
瘋狂麥斯：憤怒道
第87屆美國國家評論協會，表揚在2015年的最佳電影作品，頒獎日期為2015年12月1日。

## 十大佳片
- 瘋狂麥斯：憤怒道
- 間諜橋
- 金牌拳手
- 八惡人
- 腦筋急轉彎
- 絕地救援
- 不存在的房間
- 怒火邊界
- 驚爆焦點
- 衝出康普頓

## 五大外語片
- 晚安媽咪
- 地中海
- 回不去的時光
- 我的兼差媽咪
- 過於寂靜的喧囂

## 五大紀錄片
- 棋逢敵手
- 黑豹：革命先鋒
- 核網特攻
- 馬龍白蘭度私密告白
- 沈默一瞬

## 十大獨立影片
- 暴亂夜'71
- 45年
- 玩命警車
- 人造意識
- 與外婆同行
- 靈病
- 少年懷特的煩惱
- 中年逆轉勝
- 歡迎來到我的世界
- 青春倒退嚕

## 獲獎名單
最佳影片
- 瘋狂麥斯：憤怒道

最佳導演
- 雷利·史考特，絕地救援

最佳男主角
- 麥特·戴蒙，絕地救援

最佳女主角
- 布麗·拉爾森，不存在的房間

最佳男配角
- 席維斯·史特龍，金牌拳手

最佳女配角
- 珍妮佛·傑森·李，八惡人

最佳原創劇本 
- 昆汀·塔倫提諾，八惡人

最佳改編劇本
- 德魯·戈達德，絕地救援

最佳動畫片
- 腦筋急轉彎

突破演出男主角（並列）
- 阿巴漢·阿塔，無境之獸
- 雅各·特倫布雷，不存在的房間

最佳首部導演作品 
- 強納斯·卡皮尼亞諾，地中海

最佳外語片
- 索爾之子

最佳紀錄片
- 艾美懷絲

電影歷史威廉艾佛森獎 
- 賽西莉婭·德米勒·普雷斯利

最佳整體演出
- 大賣空

聚光燈獎 
- 怒火邊界

自由言論獎
- 無境之獸
- 少女離家日記

## 外部連結
- 國家評論協會官方網站 （页面存档备份，存于）